# مسعود میرطاهری
سید مسعود میرطاهری زاده ۲۸ دی ۱۳۵۰ در تهران بازیگر ایرانی است. او فعالیت حرفه‌ای بازیگری خود را از سال ۱۳۷۲ آغاز نموده و تاکنون در فیلم‌های سینمایی، سریال‌ها و نمایش‌های زیادی ایفای نقش نموده است. میرطاهری دانش‌آموخته کارگردانی و تحلیل تاریخ سینما و مستند تهران و همچنین فارغ‌التحصیل رشته ریاضیات کاربردی است. مسعود میرطاهری مدرس شیوه بازیگری متداکتینگ و جزو نخستین کسانی است که شیوه تدریس بازیگری براساس کتاب‌های معتبر جهانی را آغاز کرد و تجربه ساخت چند فیلم کوتاه را نیز در کارنامه خود دارد. او از سال ۱۳۹۳ با تحقیقات و ترجمه‌های مقالات توسط همسرش پوپک رحیمی را شروع کردند. آنها چند کتاب به چاپ رساندند و بر روی تدریس آموزه‌های لی استراسبرگ و استلا آدلر اوتا هاگن و ایوانا چوبوک کار کردن و به تدریس بازیگری متد می‌پردازد.

## تئاترها
- گرگ و میش (آزیتا حاجیان)
- یک زن یک مرد (آزیتا حاجیان)
- برخورد نزدیک از نوع آخر (سیما تیرانداز)
- خلایق هر چه لایق (هومن برق نورد)
- گودو می‌آید (ایرج محمدی)
- وزیر خان لنکران (بنفشه توانایی)
- خنکای ختم خاطره (نیما دهقان)
- هملت به روایت تارکوفسکی (محمود صباحی)
- پوف و بدنسازی (هوشنگ حسامی)
- قرمز و دیگران (محمد یعقوبی)
- ماچیسمو (محمد یعقوبی)
- نوشتن در تاریکی (محمد یعقوبی)
- دهانی پر از پرنده (فارس باقری)
- مشروطه بانو (حسین کیانی)
- مضحکه شبیه قتل (حسین کیانی
- کوپن (سید جواد روشن)
- ۳۳ درصد نیل سایمون (افسانه ماهیان)
- گلن گری گلن راس (پارسا پیروزفر)
- فاوست (میلاد اکبرنژاد)[۱]
- جیجک علیشاه (رحمت امینی)
- گارسن (مسعود میرطاهری)
- هویت (علی سرابی)
- یک فیلم کوتاه (فهیمه سیاحیان)
- گوشه نشینان آلتونا (مریم معترف)
- شعله۲ (ایمان افشاریان)
- گارسن
- بمبگذاری دیسکو قاهره
- برلینگتن
- لحظه پیش از خداحافظی

### فیلم‌های سینمایی
- دهلیز (بهروز شعیبی)
- مهمان مامان (داریوش مهرجویی)
- چند متر مکعب عشق (جمشید محمودی)
- رفتن (نوید محمودی)
- غلامرضا تختی (بهرام توکلی)

### مجموعه‌های تلویزیونی
- سفر سبز (محمدحسین لطیفی)
- مهرآباد (فرید سجادی حسینی)
- سهمی برای دوست (مسعود اطیابی)
- قصه‌های فلانی (ارژنگ امیرفضلی)
- پایان نمایش (بهمن زرین‌پور)

### تله تئاتر
- خانم سویج عجیب  (محمد یعقوبی)
- دل سگ (محمد یعقوبی)